# Derrick Adkins
Derrick Ralph Adkins (ur. 2 lipca 1970 w Nowym Jorku) – amerykański lekkoatleta specjalizujący się głównie w biegu na 400 m przez płotki.
Rozpoczął występy na wielkich imprezach podczas Mistrzostw Świata w 1991 w Tokio, gdzie był szósty w finale biegu na 400 m przez płotki. Na Mistrzostwach Świata w 1993 w Stuttgarcie zajął 7, miejsce w tej konkurencji. Zwyciężył na tym dystansie na Uniwersjadzie w 1991 i w 1993.
W 1994 zdobył mistrzostwo USA. Powtórzył to osiągnięcie w 1995, a następnie zdobył złoty medal na Mistrzostwach Świata w 1995 w Göteborgu przed Samuelem Matete z Zambii. W 1996 rywalizował głównie z Matete. Matete wygrał cztery z pięciu wspólnych biegów przed Igrzyskami Olimpijskimi w Atlancie, ale w finale olimpijskim zwyciężył Adkins w czasie 47,54 s.
Adkins startował na Mistrzostwach Świata w 1997 w Atenach, ale niespodziewanie odpadł w półfinale. Swój rekord życiowy (47,54 s) ustanowił w 1995 w Lozannie. W 1996 zajął 3. miejsce w Halowych Mistrzostwach USA w biegu na 400 m.